# Luigi Tasso
Pour les articles homonymes, voir Tasso (homonymie).
Luigi Tasso, décédé en septembre 1520, est un évêque du diocèse de Recanati.

## Biographie
Luigi Tasso est né à Bergame, fils d'Agostino Tasso. Agostino Tasso fut maître général des postes pontificales sous les papes Alexandre VI et Jules II.
À la mort prématurée de Gabriel et Caterina Tasso, c'est Luigi Tasso en tant que oncle maternel de Bernardo Tasso qui se chargea de l'éducation du jeune garçon, surtout dans les domaines du latin, du grec de la poésie.
Une nuit de septembre 1520, Luigi Tasso est égorgé par deux de ses domestiques pour lui voler son argenterie dans son domicile à Redona. Il repose dans l'église Santo Spirito de Bergame.